# Macaranga letestui
Macaranga letestui là một loài thực vật có hoa trong họ Đại kích. Loài này được Pellegr. mô tả khoa học đầu tiên năm 1928.